# الینگر (تگزاس)
الینگر (به انگلیسی: Ellinger) یک منطقهٔ مسکونی در ایالات متحده آمریکا است که در شهرستان فیت، تگزاس واقع شده‌است. الینگر ۸۹ متر بالاتر از سطح دریا واقع شده‌است.